# Dens Park
Il Dens Park è uno stadio situato a Dundee, in Scozia. Lo stadio è stato inaugurato nel 1899 e ospita le partite casalinghe del Dundee FC dall'anno in cui è stato edificato. Ha una capienza di 11.506 persone.